# Ordre de bataille lors de la bataille de Fredericksburg
Ce qui suit est l'ordre de bataille des forces militaires en présence lors de la Bataille de Fredericksburg, qui eut lieu du 11 décembre au 15 décembre lors de la guerre civile américaine, appelée également Guerre de Sécession.

## Grades
- Général = général d'armée,
- Lieutenant général = général de corps d'armée,
- Major général = général de division,
- Brigadier général = général de brigade

### Autre
- (b) = blessé
- mb = mortellement blessé
- † = tué

## Forces de l'Union
Les forces Nordistes, de 114 000 hommes sont composées de l’Armée du Potomac commandée par le Major Général Ambrose Everett Burnside secondé par le brigadier général Marsena Rudolph Patrick.
- Division de Droite : major général Edwin Vose Sumner.
  - II corps : major général Darius Nash Couch.
    - 1e division : brigadier général Winfield Scott Hancock.
      - 1e brigade : brigadier général John Curtis Caldwell, puis colonel George W. von Schack.
      - 2e brigade : brigadier général Thomas Francis Meagher.
      - 3e brigade : colonel Samuel Kosciuszko Zook.¨

    - 2e division : brigadier général Oliver Otis Howard.
      - 1e brigade : brigadier général Alfred Sully.
      - 2e brigade : colonel Joshua Thomas Owen.
      - 3e brigade : colonel N. J. Hall.

    - 3e division : brigadier général William Henry French.
      - 1e brigade : brigadier général Nathan Kimball, puis colonel John Sanford Mason.
      - 2e brigade : colonel Oliver Hazard Palmer.
      - 3e brigade : colonel J. W. Andrews, puis lieutenant colonel W. Jameson, puis lieutenant colonel H. W. Marshall.

  - IX corps : brigadier général Orlando Bolivar Willcox.
    - 1e division : brigadier général William Wallace Burns.
      - 1e brigade : colonel Orlando Metcalfe Poe.
      - 3e brigade : colonel D. Leasure.

    - 2e division : brigadier général Samuel Davis Sturgis.
      - 1e brigade : brigadier général James B. Nagle.
      - 2e brigade : brigadier général Edward Ferrero.

    - 3e division : brigadier général George Washington Getty.
      - 1e brigade : colonel Rush Christopher Hawkins.
      - 2e brigade : colonel Edward Harland.

    - Division de cavalerie : brigadier général Alfred Pleasonton.
      - 1e brigade de cavalerie : brigadier général John Franklin Farnsworth.
      - 2e brigade de cavalerie : colonel David Mac Murtrie Gregg.
- Division du Centre : major général Joseph Hooker.
  - III corps : brigadier général George Stoneman.
    - 1e division : brigadier général David Bell Birney.
      - 1e brigade : brigadier général James Sidney Robinson.
      - 2e brigade : brigadier général John Henry Hobart Ward.
      - 3e brigade : brigadier général Hiram Gregory Berry.

    - 2e division : brigadier général Daniel Edgar Sickles.
      - 2e brigade : colonel G. B. Hall.
      - 3e brigade : brigadier général Joseph Warren Revere.

    - 3e division : brigadier général Amiel Weeks Whipple.
      - 1e brigade : brigadier général Absam Sanders Piatt, colonel E. Franklin.
      - 2e brigade : colonel Samuel Sprigg Carroll.

  - V corps : brigadier général Daniel Butterfield.
    - 1e division : brigadier général Charles Griffin.
      - 1e brigade : colonel James Barnes.
      - 2e brigade : colonel Jacob Bowman Sweitzer.
      - 3e brigade : colonel T. B. W. Stockton.

    - 2e division : brigadier général George Sykes.
      - 1e brigade : lieutenant colonel Robert Christie Buchanan.
      - 2e brigade : major George Leonard Andrews, major Charles Swain Lovell.
      - 3e brigade : brigadier général Gouverneur Kemble Warren.

    - 3e division : brigadier général Andrew Atkinson Humphreys.
      - 1e brigade : brigadier général Erastus Bernard Tyler.
      - 2e brigade : colonel P. H. Allabach.
      - Brigade de cavalerie indépendante : brigadier général William Woods Averell.
- Division de Gauche : major général William Buel Franklin.
  - I corps : major général John Fulton Reynolds.
    - 1e division : brigadier général Abner Doubleday.
      - 1e brigade : colonel Walter Phelps Jr..
      - 2e brigade : colonel J. Gavin.
      - 3e brigade : colonel William Findlay Rogers.
      - 4e brigade : brigadier général Solomon Meredith, colonel Lysander Cutler.

    - 2e division : brigadier général John Gibbon, puis brigadier général Nelson Taylor.
      - 1e brigade : colonel Adrian Rowe Root.
      - 2e brigade : colonel Peter Lyle.
      - 3e brigade : brigadier général Nelson Taylor, puis colonel Samuel Haven Leonard.

    - 3e division : major général George Gordon Meade.
      - 1e brigade : colonel W. Sinclair, puis colonel W. Mac Candless.
      - 2e brigade : colonel A. L. Magilton.
      - 3e brigade : brigadier général Conrad Feger Jackson (tué), puis colonel Joseph Washington Fisher, puis lieutenant colonel Robert Anderson.

  - VI corps : major général William Farrar Smith.
    - 1e division : brigadier général William Thomas Harbaugh Brooks.
      - 1e brigade : colonel Alfred Thomas Archimedes Torbert.
      - 2e brigade : colonel H. L. Cake.
      - 3e brigade : brigadier général David Allen Russell.

    - 2e division : brigadier général Albion Paris Howe.
      - 1e brigade : brigadier général Calvin Edward Pratt.
      - 2e brigade : colonel H. Whiting.
      - 3e brigade: brigadier général Francis Laurens Vinton, puis colonel R. F. Taylor, puis brigadier général Thomas Hewson Neill.

    - 3e division : brigadier général John Newton.
      - 1e brigade : brigadier général John Cochrane (en).
      - 2e brigade : brigadier général Charles Devens.
      - 3e brigade : colonel Thomas Algev Rowley, brigadier général Frank Wheaton.
      - Brigade de cavalerie indépendante : brigadier général George Dashiell Bayard (en) (tué), puis colonel David Mac Murtrie Gregg.
      - Brigade du Génie : brigadier général Daniel Phinéas Woodbury.
      - Artillerie : brigadier général Henry Jackson Hunt.

## Forces de la Confédération
Les forces Sudistes, fortes de 72 500 hommes de l'Armée de Virginie du Nord sont commandées par  le général Robert Edward Lee.
- 1e corps : lieutenant général James Longstreet.
  - Division du major général Lafayette Mac Laws.
    - Brigade du brigadier général Joseph Brevard Kershaw.
    - Brigade du brigadier général William Barksdale.
    - Brigade du brigadier général Thomas Reade Rootes Cobb (tué), puis colonel R. Mac Millan.
    - Brigade du brigadier général Paul Jones Semmes.

  - Division du major général Richard Heron Anderson (blessé).
    - Brigade du brigadier général Cadmus Marcellus Wilcox.
    - Brigade du brigadier général William Mahone.
    - Brigade du brigadier général Winfield Scott Featherston.
    - Brigade du brigadier général Ambrose Ransom Wright (blessé).
    - Brigade du brigadier général Edward Aylesworth Perry.

  - Division du major général George Edward Pickett.
    - Brigade du brigadier général Richard Brooke Garnett.
    - Brigade du brigadier général Lewis Addison Armistead.
    - Brigade du brigadier général James Lawson Kemper.
    - Brigade du brigadier général Micah Jenkins.
    - Brigade du brigadier général Montgomery Dent Corse.

  - Division du major général John Bell Hood.
    - Brigade du brigadier général Evander Mac Ivor Law.
    - Brigade du brigadier général Jerome Bonaparte Robertson.
    - Brigade du brigadier général George Thomas Anderson.
    - Brigade du brigadier général Robert Augustus Toombs : colonel Henry Lewis Benning.

  - Division du brigadier général Robert Ransom Jr..
    - Brigade du brigadier général Robert Ransom Jr..
    - Brigade du brigadier général John Rogers Cooke, puis colonel E. D. Hall.
    - 1e brigade : brigadier général Robert Emmett Rodes.
    - 2e brigade : brigadier général George Pierce Doles.
    - 3e brigade : brigadier général Alfred Holt Colquitt.
    - 4e brigade : brigadier général Alfred Iverson, Jr..
    - 5e brigade : colonel Bryan Grimes.

  - Division légère du major général Ambrose Powell Hill.
    - 1e brigade : colonel J. M. Brockenbrough.
    - 2e brigade : brigadier général Maxcy Gregg (tué), puis colonel D. H. Hamilton.
    - 3e brigade : brigadier général Edward Lloyd Thomas.
    - 4e brigade : brigadier général James Henry Lane.
    - 5e brigade : brigadier général James Jay Archer.
    - 6e brigade : brigadier général William Dorsey Pender (blessé), puis colonel Alfred Moore Scales.

  - Division du major général Richard Stoddert Ewell : brigadier général Jubal Anderson Early. 
    - Brigade du brigadier général Alexander Robert Lawton : colonel E. N. Atkinson (capturé), puis colonel Clement Anselm Evans.
    - Brigade du brigadier général Isaac Ridgeway Trimble : colonel Robert Frederick Hoke.
    - Brigade du brigadier général Jubal Anderson Early : colonel James Alexander Walker.
    - Brigade du brigadier général Harry Thompson Hays.

  - Division du lieutenant général Thomas Jonathan Jackson : brigadier général William Booth Taliaferro.
    - 1e brigade : brigadier général Elisha Franklin Paxton.
    - 2e brigade : brigadier général John Robert Jones.
    - 3e brigade : colonel E. T. H. Warren.
    - 4e brigade : colonel E. Pendleton.

  - Division de cavalerie : major général James Ewell Brown Stuart.
    - 1e brigade de cavalerie : brigadier général Wade Hampton.
    - 2e brigade de cavalerie : brigadier général Fitzhugh Lee.
    - 3e brigade de cavalerie : brigadier général William Henry Fitzhugh Lee.
- Artillerie de réserve : brigadier général William Nelson Pendleton.